# Liste der Staatsoberhäupter 1948
Übersicht
◄◄ | ◄ | 1944 | 1945 | 1946 | 1947 | Liste der Staatsoberhäupter 1948 | 1949 | 1950 | 1951 | 1952 | ► | ►►

Weitere Ereignisse

## Afrika
- Ägypten
  - Staatsoberhaupt: König Faruq (1936–1952)
  - Regierungschef:
    - Ministerpräsident Mahmud an-Nukraschi Pascha (1945–1946, 1946–28. Dezember 1948)
    - Ministerpräsident Ibrahim Abdel Hadi Pascha (28. Dezember 1948–1949)

- Äthiopien
  - Staatsoberhaupt: Kaiser Haile Selassie (1930–1974) (1916–1930 Regent, 1936–1941 im Exil)
  - Regierungschef: Ministerpräsident Makonnen Endelkachew (1943–1957)

- Liberia
  - Staats- und Regierungschef: Präsident William S. Tubman (1944–1971)

- Südafrika
  - Staatsoberhaupt: König Georg VI. (1936–1952)
    - Generalgouverneur: Gideon Brand van Zyl (1946–1951)

  - Regierungschef:
    - Ministerpräsident Jan Smuts (1919–1924, 1939–4. Juni 1948)
    - Ministerpräsident Daniel François Malan (4. Juni 1948–1954)

## Amerika

### Nordamerika
- Kanada
  - Staatsoberhaupt: König Georg VI. (1936–1952)
    - Generalgouverneur: Harold Alexander, 1. Viscount Alexander of Tunis (1946–1952)

  - Regierungschef:
    - Premierminister William Lyon Mackenzie King (1921–1926, 1926–1930, 1935–15. November 1948)
    - Ministerpräsident Louis Saint-Laurent (15. November 1948–1957)

- Mexiko
  - Staats- und Regierungschef: Präsident Miguel Alemán Valdés (1946–1952)

- Vereinigte Staaten von Amerika
  - Staats- und Regierungschef: Präsident Harry S. Truman (1945–1953)

### Mittelamerika
- Costa Rica
  - Staats- und Regierungschef:
    - Präsident Teodoro Picado Michalski (1944–24. April 1948)
    - Präsident Santos León Herrera (24. April 1948–8. Mai 1948) (kommissarisch)
    - Präsident José Figueres Ferrer (8. Mai 1948–1949, 1953–1958, 1970–1974)

- Dominikanische Republik
  - Staats- und Regierungschef: Präsident Rafael Trujillo (1930–1938, 1942–1952)

- El Salvador
  - Staats- und Regierungschef:
    - Präsident Salvador Castaneda Castro (1945–14. Dezember 1948)
    - Revolutionärer Regierungsrat (14. Dezember 1948–1950)

- Guatemala
  - Staats- und Regierungschef: Präsident Juan José Arévalo (1945–1951)

- Haiti
  - Staats- und Regierungschef: Präsident Dumarsais Estimé (1946–1950)

- Honduras
  - Staats- und Regierungschef: Präsident Tiburcio Carías Andino (1933–1949)

- Kuba
  - Staatsoberhaupt:
    - Präsident Ramón Grau San Martín (1933–1934, 1944–10. Oktober 1948)
    - Präsident Carlos Prío Socarrás (10. Oktober 1948–1952) (1945–1947 Ministerpräsident)

  - Regierungschef:
    - Ministerpräsident Raúl López del Castillo (1947–10. Oktober 1948)
    - Ministerpräsident Manuel Antonio de Varona (10. Oktober 1948–1950)

- Nicaragua
  - Staats- und Regierungschef: Präsident Víctor Manuel Román y Reyes (1947–1950)

- Panama
  - Staats- und Regierungschef:
    - Präsident Enrique Adolfo Jiménez Brin (1945–1. Oktober 1948)
    - Präsident Domingo Díaz Arosemena (1. Oktober 1948–1949)

### Südamerika
- Argentinien
  - Staats- und Regierungschef: Präsident Juan Perón (1946–1955, 1973–1974)

- Bolivien
  - Staats- und Regierungschef: Präsident Enrique Hertzog (1947–1949)

- Brasilien
  - Staats- und Regierungschef: Präsident Eurico Gaspar Dutra (1946–1951)

- Chile
  - Staats- und Regierungschef: Präsident Gabriel González Videla (1946–1952)

- Ecuador
  - Staats- und Regierungschef:
    - Präsident Carlos Julio Arosemena Tola (1947–31. August 1948)
    - Präsident Galo Plaza Lasso (1. September 1948–1952)

- Kolumbien
  - Staats- und Regierungschef: Präsident Mariano Ospina Pérez (1946–1950)

- Paraguay
  - Staats- und Regierungschef:
    - Präsident Higinio Morínigo (1940–3. Juni 1948) (bis 1943 kommissarisch)
    - Präsident  Juan Manuel Frutos (3. Juni 1948–15. August 1948) (kommissarisch)
    - Präsident Juan Natalicio González (15. August 1948–1949)

- Peru
  - Staatsoberhaupt:
    - Präsident José Luis Bustamante y Rivero (1945–29. Oktober 1948)
    - Vorsitzender der Militärjunta Manuel A. Odría (29. Oktober 1948–1950, 1950–1956)

  - Regierungschef:
    - Premierminister Roque Augusto Saldías Maninat (1947–17. Juni 1948, 1954–1956)
    - Premierminister Armando Revoredo Iglesias (17. Juni 1948–27. Oktober 1948)

- Uruguay
  - Staats- und Regierungschef: Präsident Luis Batlle Berres (1947–1951, 1955–1956)

- Venezuela
  - Staats- und Regierungschef:
    - Präsident Rómulo Betancourt (1945–15. Februar 1948, 1959–1964)
    - Präsident Rómulo Gallegos (15. Februar 1948–24. November 1948)
    - Präsident Carlos Delgado Chalbaud (24. Oktober 1948–1950)

## Asien

### Ost-, Süd- und Südostasien
- Bhutan
  - Herrscher: König Jigme Wangchuk (1926–1952)

- China
  - Staatsoberhaupt: Vorsitzender der Nationalregierung Chiang Kai-shek (1943–1949, ab 20. Mai „Präsident“)
  - Regierungschef:
    - Vorsitzender des Exekutiv-Yuans Chang Ch’ün (1947–24. Mai 1948)
    - Vorsitzender des Exekutiv-Yuans Wong Wen-hao (24. Mai–26. November 1948)
    - Vorsitzender des Exekutiv-Yuans Sun Ke (26. November 1948–1949)

- Indien
  - Staatsoberhaupt: Kaiser Georg VI. (1947–1950)
  - Generalgouverneur:
    - Earl Louis Mountbatten (1947–21. Juni 1948)
    - C. Rajagopalachari (21. Juni 1948–1950)

  - Regierungschef: Premierminister Jawaharlal Nehru (1947–1964)

- Indonesien (umstritten Niederländisch-Indien)
  - Staats- und Regierungschef: Präsident Sukarno (1945–1967)
  - Generalgouverneur: Hubertus van Mook (1942–1948)
  - Generalgouverneur: Louis Beel (1948–1949)

- Japan
  - Staatsoberhaupt: Kaiser Hirohito (1926–1989)
  - Regierungschef:
    - Premierminister Katayama Tetsu (1947–10. März 1948)
    - Premierminister Ashida Hitoshi (10. März–15. Oktober 1948)
    - Premierminister Yoshida Shigeru (15. Oktober 1948–1954)

- Korea (besetzt)
  - Sowjetische Besatzungszone: Marschall Gennadi Korotkow (1947–1948)
  - Amerikanische Besatzungszone: General William F. Dean (1947–1948)

- - Nordkorea
    - De-facto-Herrscher: Kim Il-sung (1948–1994)
    - Staatsoberhaupt: Vorsitzender des Präsidiums der Obersten Volksversammlung Kim Du-bong (1948–1957)
    - Regierungschef: Ministerpräsident Kim Il-sung (1948–1972)

- - Südkorea
    - Staatsoberhaupt: Präsident Rhee Syng-man (13. August 1948–1960)
    - Regierungschef: Premierminister Lee Bum Suk (1948–1950)

- Nepal
  - Staatsoberhaupt: König Tribhuvan (1911–1955)
  - Regierungschef:
    - Ministerpräsident Padma Shamsher Jang Bahadur Rana (1945–30. April 1948)
    - Ministerpräsident Mohan Shamsher Jang Bahadur Rana (30. April 1948–1951)

- Pakistan
  - Staatsoberhaupt: König Georg VI. (1947–1952)
  - Generalgouverneur:
    - Ali Jinnah (1947–11. September 1948)
    - Khawaja Nazimuddin (14. September 1948–1951)

  - Regierungschef: Ministerpräsident Liaquat Ali Khan (1947–1951)

- Siam (heute: Thailand)
  - Staatsoberhaupt: König Bhumibol Adulyadej (1946–2016)
  - Regierungschef:
    - Ministerpräsident Kuang Abhayawongse (1947–8. April 1948)
    - Ministerpräsident Feldmarschall Phibul Songkhram (8. April 1948–1957)

### Vorderasien
- Irak
  - Staatsoberhaupt: König Faisal II. (1939–1958)
  - Regierungschef:
    - Ministerpräsident Salih Dschabr (1947–1948)
    - Ministerpräsident Sayyid Muhammad as-Sadr (1948)
    - Ministerpräsident Muzahim el Patschatschi (1948–1949)

- Iran
  - Staatsoberhaupt: Schah Mohammad Reza Pahlavi (1941–1979)
  - Regierungschef:
    - Ministerpräsident  Ahmad Qavam al-Saltaneh (1946–Januar 1948)
    - Ministerpräsident Ebrahim Hakimi (1948)
    - Ministerpräsident Abdolhossein Hazhir (1948)
    - Ministerpräsident Mohammad Sa'ed Maraghei (1948–1950)

- Israel
  - Staatsoberhaupt: Präsident Chaim Weizmann (16. Mai 1948–1952)
  - Regierungschef: Ministerpräsident David Ben Gurion (14. Mai 1948–1953)

- Jemen
  - Herrscher:
    - König Yahya bin Muhammad (1918–1948)
    - König Ahmad ibn Yahya (1948–1962)

- Saudi-Arabien
  - Staatsoberhaupt und Regierungschef: König Abd al-Aziz ibn Saud (1932–1953)

- Transjordanien/Jordanien
  - Herrscher: König Abdallah ibn Husain I. (1946–1951)

### Zentralasien
- Afghanistan
  - Staatsoberhaupt: König Mohammed Sahir Schah (1933–1973)
  - Regierungschef: Ministerpräsident Sardar Schah Mahmud Khan (1946–1953)

- Mongolei
  - Staatsoberhaupt: Vorsitzender des Großen Volks-Churals Gontschigiin Bumtsend (1940–1953)
  - Regierungschef: Vorsitzender des Ministerrates Chorloogiin Tschoibalsan (1939–1952)

- Tibet (umstritten)
  - Herrscher: Dalai Lama Tendzin Gyatsho (1935–1951)

## Australien und Ozeanien
- Australien
  - Staatsoberhaupt: König Georg VI. (1936–1952)
  - Generalgouverneur: William McKell (1947–1953)
  - Regierungschef: Premierminister Ben Chifley (1945–1949)

- Neuseeland
  - Staatsoberhaupt: König Georg VI. (1936–1952)
  - Generalgouverneur: Bernard Freyberg (1946–1952)
  - Regierungschef: Premierminister Peter Fraser (1940–1949)

## Europa
- Albanien
  - Parteichef: Sekretär des ZK Enver Hoxha (1941–1985) (1944–1954 Ministerpräsident)
  - Staatsoberhaupt: Vorsitzender des Präsidiums der Volksversammlung Omer Nishani (1944–1953)
  - Regierungschef: Ministerpräsident Enver Hoxha (1944–1954) (1941–1985 Parteichef)

- Andorra
  - Co-Fürsten:
    - Staatspräsident von Frankreich: Vincent Auriol (1947–1954)
    - Bischof von Urgell: Ramon Iglésias Navarri (1940–1969)

- Belgien
  - Staatsoberhaupt: König Leopold III. (1934–1951) (1940–1945 in deutscher Gefangenschaft, 1945–1950 im Schweizer Exil)
    - Regent: Prinz Karl (1944–1950)

  - Regierungschef: Ministerpräsident Paul-Henri Spaak (1938–1939, 1946, 1947–1949)

- Bulgarien
  - Parteichef: Generalsekretär der Bulgarischen Kommunistischen Partei Georgi Dimitrow (1946–1949) (1946–1949 Ministerpräsident)
  - Staatsoberhaupt: Vorsitzender des Präsidiums der Nationalversammlung Mintscho Nejtschew (1947–1950)
  - Regierungschef:* Vorsitzender des Ministerrats Georgi Dimitrow (1946–1949) (1946–1949 Parteichef)

- Dänemark
  - Staatsoberhaupt: König Friedrich IX. (1947–1972)
  - Regierungschef: Ministerpräsident Hans Hedtoft (1947–1950, 1953–1955)
  - Färöer (seit 1948 politisch selbstverwalteter und autonomer Bestandteil des Königreichs Dänemark)
    - Vertreter der dänischen Regierung: Reichsombudsmann Cai A. Vagn-Hansen (1948–1954)
    - Regierungschef: Ministerpräsident Andrass Samuelsen (12. Mai 1948–1950)

- Deutschland (besetzt)
  - Militärgouverneure:
    - Amerikanische Besatzungszone: General Lucius D. Clay (1947–1949)
    - Britische Besatzungszone: General Brian Robertson (1947–1949)
    - Französische Besatzungszone: General Marie-Pierre Kœnig (1945–1949)
    - Sowjetische Besatzungszone: Marschall Wassili Sokolowski (1946–1949)

- Finnland
  - Staatsoberhaupt: Präsident Juho Kusti Paasikivi (1946–1956) (1918, 1944–1946 Ministerpräsident)
  - Regierungschef:
    - Ministerpräsident Mauno Pekkala (1946–29. Juli 1948)
    - Ministerpräsident Karl-August Fagerholm (29. Juli 1948–1950, 1956–1957, 1958–1959)

- Frankreich
  - Staatsoberhaupt: Präsident Vincent Auriol (1947–1954)
  - Regierungschef:
    - Präsident des Ministerrats Robert Schuman (1947–26. Juli 1948, 1948)
    - Präsident des Ministerrats André Marie (26. Juli 1948–5. September 1948)
    - Präsident des Ministerrats  Robert Schuman (1947–1948, 5. September 1948–11. September 1948)
    - Präsident des Ministerrats Henri Queuille (11. September 1948–1949, 1950, 1951)

- Griechenland
  - Staatsoberhaupt: König Paul (1947–1964)
  - Regierungschef: Ministerpräsident Themistoklis Sofoulis (1924, 1945–1946, 1947–1949)

- Irland
  - Staatsoberhaupt: Präsident Seán Ó Ceallaigh (1945–1959)
  - Regierungschef:
    - Taoiseach Éamon de Valera (1932–13. Februar 1948, 1951–1954, 1957–1959) (1959–1973 Präsident)
    - Taoiseach John A. Costello (13. Februar 1948–1951, 1954–1957)

- Island
  - Staatsoberhaupt: Präsident Sveinn Björnsson (1944–1952)
  - Regierungschef: Ministerpräsident Stefán Jóhann Stefánsson (1947–1949)

- Italien
  - Staatsoberhaupt:
    - Präsident Enrico De Nicola (1946–12. Mai 1948) (bis 1. Januar 1948 kommissarisch)
    - Präsident Luigi Einaudi (12. Mai 1948–1955)

  - Regierungschef: Ministerpräsident Alcide De Gasperi (1945–1953) (1946 Staatsoberhaupt)

- Jugoslawien
  - Staatsoberhaupt: Präsident Ivan Ribar (1945–1953)
  - Regierungschef: Ministerpräsident Josip Broz Tito (1945–1963) (1953–1980 Präsident)

- Liechtenstein
  - Staatsoberhaupt: Fürst Franz Josef II. (1938–1989)
  - Regierungschef Alexander Frick (1945–1962)

- Luxemburg
  - Staatsoberhaupt: Großherzogin Charlotte (1919–1964)
  - Regierungschef: Staatsminister Pierre Dupong (1937–1953)

- Monaco
  - Staatsoberhaupt: Fürst Louis II. (1922–1949)
  - Regierungschef: Staatsminister Pierre de Witasse (1944–Dezember 1948)

- Niederlande
  - Staatsoberhaupt:
    - Königin Wilhelmina (1890–4. September 1948)
    - Königin Juliana (4. September 1948–1980)

  - Regierungschef:
    - Ministerpräsident Louis Beel (1946–7. August 1948, 1958–1959)
    - Ministerpräsident Willem Drees (7. August 1948–1958)

- Norwegen
  - Staatsoberhaupt: König Haakon VII. (1906–1957)
  - Regierungschef: Ministerpräsident Einar Gerhardsen (1945–1951, 1955–1963, 1963–1965)

- Österreich (besetzt)
  - Staatsoberhaupt: Bundespräsident Karl Renner (1945–1950)
  - Regierungschef: Bundeskanzler Leopold Figl (1945–1953)

- Polen
  - Staatsoberhaupt: Präsident Bolesław Bierut (1944–1952) (bis 1947 Präsident des Landesnationalrates, 1952–1954 Ministerpräsident, 1948–1954 Parteichef)
  - Regierungschef: Ministerpräsident Józef Cyrankiewicz (1947–1952, 1954–1970) (1970–1972 Staatsratsvorsitzender)

- Portugal
  - Staatsoberhaupt: Präsident António Oscar de Fragoso Carmona (1925–1951)
  - Regierungschef: Ministerpräsident António de Oliveira Salazar (1932–1968)

- Rumänien
  - Staatsoberhaupt:
    - Übergangskomitee Mihail Sadoveanu, Constantin Ion Parhon (1947–13. April 1948)
    - Vorsitzender des Staatskomitees Constantin Parhon (13. April 1948–1952)

  - Regierungschef: Ministerpräsident Petru Groza (1945–1952)

- San Marino
  - Capitani Reggenti:
    - Domenico Forcellini (1947–1. April 1948, 1951–1952, 1955, 1958–1959, 1962, 1967–1968) und Mariano Ceccoli (1947–1. April 1948, 1952, 1956–1957)
    - Arnaldo Para (1. April 1948–1. Oktober 1948, 1952–1953) und Giuseppe Renzi (1. April 1948–1. Oktober 1948, 1953–1954)
    - Giordano Giacomini (1. Oktober 1948–1949, 1953–1954, 1957) und Domenico Tomassoni (1. Oktober 1948–1949)

  - Regierungschef: Außenminister Gino Giancomini (1945–1957)

- Schweden
  - Staatsoberhaupt: König Gustav V. (1907–1950)
  - Regierungschef: Ministerpräsident Tage Erlander (1946–1969)

- Schweiz[1]
  - Bundespräsident: Enrico Celio (1943, 1948)
  - Bundesrat:
    - Philipp Etter (1934–1959)
    - Enrico Celio (1940–1950)
    - Karl Kobelt (1941–1954)
    - Eduard von Steiger (1941–1951)
    - Ernst Nobs (1944–1951)
    - Max Petitpierre (1945–1951)
    - Rodolphe Rubattel (1. Januar 1948–1954)

- Sowjetunion
  - Parteichef: Generalsekretär der KPdSU Josef Stalin (1922–1953)
  - Staatsoberhaupt: Vorsitzender des Präsidiums des obersten Sowjets Nikolai Schwernik (1946–1953)
  - Regierungschef: Vorsitzender des Ministerrats Josef Stalin (1941–1953)

- Spanien
  - Staats- und Regierungschef: Caudillo Francisco Franco (1939–1975)

- Tschechoslowakei
  - Staatsoberhaupt:
    - Präsident Edvard Beneš (1935–1938, 1945–7. Juni 1948) (1921–1922 Ministerpräsident)
    - Präsident Klement Gottwald (14. Juni 1948–1953) (1946–1948 Ministerpräsident, 1929–1953 Vorsitzender der KPČ)

  - Regierungschef:
    - Ministerpräsident Klement Gottwald (1946–1948) (1948–1953 Präsident, 1929–1953 Vorsitzender der KPČ)
    - Ministerpräsident Antonín Zápotocký (15. Juni 1948–1953) (1953–1957 Präsident)

- Türkei
  - Staatsoberhaupt: Präsident İsmet İnönü (1938–1950)
  - Regierungschef: Ministerpräsident Hasan Saka (1947–1949)

- Ungarn
  - Staatsoberhaupt:
    - Präsident Zoltán Tildy (1946–2. August 1948)
    - Präsident Árpád Szakasits (2. August 1948–1949)

  - Regierungschef:
    - Ministerpräsident Lajos Dinnyés (1947–10. Dezember 1948)
    - Ministerpräsident István Dobi (10. Dezember 1948–1952)

- Vatikanstadt
  - Staatsoberhaupt: Papst Pius XII. (1939–1958)

- Vereinigtes Königreich
  - Staatsoberhaupt: König Georg VI. (1936–1952)
  - Regierungschef: Premierminister Earl Clement Attlee (1945–1951)